# Yachiyo
Yachiyo (八千代市, Yachiyo-shi) är en stad i den japanska prefekturen Chiba på den östra delen av ön Honshu. Den har cirka 190 000 invånare, är belägen ett par mil öster om Tokyo och ingår i dess storstadsområde. Yachiyo fick stadsrättigheter 1 januari 1967.